# Wilhelm Wannemacher
Wilhelm Wannemacher (* 23. Mai 1927 in Arheilgen; † 30. März 2023) war ein deutscher Pädagoge und Heimatforscher.

## Leben und Wirken
Wilhelm Wannemacher absolvierte eine Lehrausbildung am Pädagogischen Institut Darmstadt. Ab dem Jahre 1956 arbeitete er als Lehrer an der Wilhelm-Leuschner-Schule in Darmstadt.
Im Jahre 1958 absolvierte Wannemacher als Fulbrightstipendiat ein Auslandsstudium der Sozialpädagogik und Sozialpsychologie in den USA.
Von 1960 bis 1970 lehrte er an der Universität Frankfurt Soziologie der Erziehung und Didaktik der Sozialkunde.
Wannemacher war langjähriger Lehrer und Konrektor an der Thomas-Mann-Schule (seit 1996: Stadtteilschule Arheilgen) in Darmstadt-Arheilgen. Wilhelm Wannemacher wurde am 12. April 2023 auf dem Arheilger Friedhof bestattet.